# Paurosceles
Paurosceles là một chi bướm đêm thuộc họ Noctuidae.